# Trachinocephalus trachinus
Espèce
Statut de conservation UICN

 LC 28 juin 2018 : Préoccupation mineure
Trachinocephalus trachinus est une espèce de poissons de la famille des Synodontidae.

## Systématique
L'espèce Trachinocephalus trachinus a été décrite pour la première fois en 1846 par le zoologiste néerlandais Coenraad Jacob Temminck et l'ornithologue allemand Hermann Schlegel sous le protonyme Saurus trachinus,.

## Distribution
Cette espèce se croise dans la mer Rouge, l'océan Pacifique ouest et l'océan Indien.

## Description
Trachinocephalus trachinus peut mesurer jusqu'à 22,8 cm.
Cette espèce se trouve principalement sur le plancher océanique au large, à des profondeurs variant généralement de 40 à 183 m, bien que certains spécimens puissent être retrouvés jusqu'à 388 m.

## Étymologie
Son épithète spécifique, trachinus, fait référence à l'apparence de sa tête, proche de celle des espèces du genre Trachinidae.

## Écologie et environnement
Trachinocephalus trachinus se place généralement sur les sédiments des fonds, où il chasse à l'affût et capture les proies qui passent à proximité.

## Publication originale
- C. J. Temminck et H. Schelgel, Fauna japonica, sive, Descriptio animalium, quae in itinere per Japoniam, jussu et auspiciis, superiorum, qui summum in India Batava imperium tenent, suscepto, annis 1823-1830, vol. 2, Leyde, Philipp Franz von Siebold, 1846, 323 p. (lire en ligne), p. 231-232.